# Trigonopterus katayoi

Trigonopterus katayoi  (лат.) — вид жуков-долгоносиков рода Trigonopterus из подсемейства Cryptorhynchinae (Curculionidae). Встречаются на острове Новая Гвинея (West New Guinea, Eastern Highlands Prov., Goroka, Okapa: 1911–2150  м).

## Описание
Мелкие нелетающие жуки-долгоносики, длина от 1,75 до 2,39 мм; в основном чёрного цвета; надкрылья в базальной половине оранжевого цвета, усики и лапки коричневые; ноги частично покрыты беловатыми чешуйками. Тело овальное, без перетяжки между переднеспинкой и надкрыльями. Усики апикально утолщённые, булавовидные. Пронотум и надкрылья мелко пунктированные, гладкие и блестящие. Крылья отсутствуют. Рострум укороченный, в состоянии покоя не достигает середины средних тазиков. Надкрылья с 9 бороздками. Коготки лапок мелкие. В более ранних работах упоминался как «Trigonopterus sp. 97».
Вид был обнаружен в горном тропическом лесу. Впервые описан в 2013 году немецким колеоптерологом Александром Риделем (Alexander Riedel; Museum of Natural History Karlsruhe, Карлсруэ, Германия), совместно с энтомологами Катайо Сагата (Katayo Sagata; Papua New Guinea Institute for Biological research (PNG-IBR), Goroka, Папуа Новая Гвинея), Суриани Сурбакти (Suriani Surbakti; Jurusan Biology, FMIPA-Universitas Cendrawasih, Kampus Baru, Джаяпура, Папуа, Индонезия), Рене Тэнзлером (Rene Tänzler; Zoological State Collection, Мюнхен) и Майклом Бальке (Michael Balke; GeoBioCenter, Ludwig-Maximilians-University, Мюнхен, Германия), осуществившими ревизию фауны жуков рода Trigonopterus на острове Новая Гвинея. Вид назван в честь Katayo Sagata (Goroka), собравшего типовую серию.